# Steinseltz
Steinseltz (Duits: Steinselz) is een gemeente in het Franse departement Bas-Rhin (regio Grand Est) en telt 615 inwoners (1999). De plaats maakt deel uit van het arrondissement Haguenau-Wissembourg. Steinseltz is het geboortedorp van de Franse pianiste en componiste Marie Jaëll (1846 – 1925).

## Geografie
De oppervlakte van Steinseltz bedraagt 5,5 km², de bevolkingsdichtheid is 111,8 inwoners per km².
De onderstaande kaart toont de ligging van Steinseltz met de belangrijkste infrastructuur en aangrenzende gemeenten.

## Demografie
Onderstaande figuur toont het verloop van het inwonertal (bron: INSEE-tellingen).